# G-Taste
G-taste (яп. ジィ・テイスト) — порнографическая манга за авторством Хироки Ягами (яп. 八神ひろき Ягами Хироки). «G» в названии символизирует букву, находящуюся в английском алфавите между «F» («фетиш») и «H» (обозначает «хентай»).
Манга была впервые опубликована в журнале Young Magazine Upper’s. В 1999 году вышла аниме-адаптация манги в виде одноимённого OVA-сериала от студии Green Bunny состоящего из 7 эпизодов. В 2003 году вышла видеоигра G-Taste, разработанная компанией Psikyo для платформы PlayStation 2.
Особенностью манги является почти полное отсутствие мужских персонажей, умеренная степень откровенности (в соответствии с запретом на показ гениталий в японском законодательстве) и тот факт, что в G-taste отсутствует научно-фантастический антураж, типичный для хентая.

## Сюжет
G-taste представляет собой сборник эротических историй, каждая из которых посвящена разным женским персонажам и их сексуальным фетишам. Тематика разнообразна — вуайеризм, садомазохизм, лесбийский секс, мастурбация и так далее.

## Персонажи
| Персонажи        | Японский Дубляж |
| ---------------- | --------------- |
| Мо Ягисава       |                 |
| Нана Моримура    |                 |
| Май Каннадзуки   |                 |
| Саяка Мидзукоси  |                 |
| Мисудзу Кавамура |                 |
| Аска Сену        |                 |
| Юна Сингёдзи     |                 |
| Кисараги Риона   |                 |
| Сиуду Юки        |                 |

## Медия

### Манга
Манга за авторством Ягами Хироки с иллюстрациями начало публиковаться 9 июля 1997 года издательством Kodansha под импринтом Young Magazine Uppers.

### OVA
Премьера экранизации состоялась 18 декабря 1999 года по 24 апреля 2003 года. Производством занимались студия Green Bunny, AIC PLUS + совместно с издательством Kodansha, под контролем режиссёра Канадзава Кацума, по сценарию Ягами Хироки, а за дизайн персонажей отвечал Ямаути Нориясу. Музыкальные партии написал Юки Синъити. Канадский дистрибьютор Swirl Recording и Американский дистрибьютор SoftCel Pictures приобрели права на экранизацию для трансляции и показа в США и Канаде. 22 ноября 2010 года, вышла дополнительная OVA, под названием G-Best, созданной уже на студии AIC PLUS +.

### Игра
В 2003 году состоялся релиз видеоигры G-Taste, разработанная компанией Psikyo для платформы PlayStation 2.